# Stachys alpina
La betonica alpina (nome scientifico Stachys alpina L., 1753) è una piccola pianta erbacea dai fiori labiati appartenente alla famiglia delle Lamiaceae.

## Etimologia
Il nome generico (stachys) deriva dal greco e significa "simile alla spiga di grano". L'epiteto specifico (alpina) fa riferimento al suo habitat di origine (delle Alpi o regioni montuose).
Il nome scientifico della specie è stato definito da Linneo (1707 – 1778), conosciuto anche come Carl von Linné, biologo e scrittore svedese considerato il padre della moderna classificazione scientifica degli organismi viventi, nella pubblicazione "Species Plantarum - 2: 581" del 1753.

## Descrizione

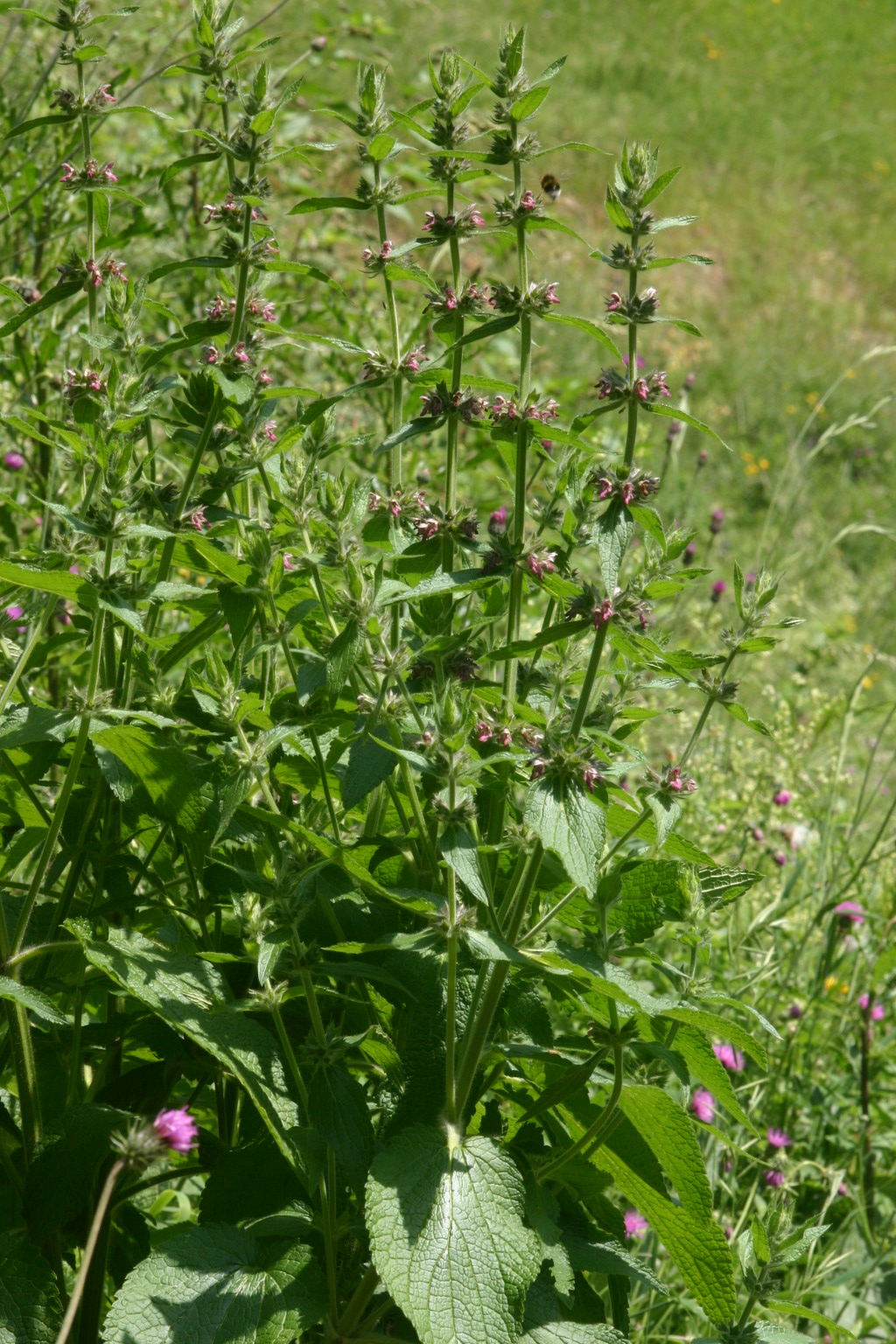
Il portamento

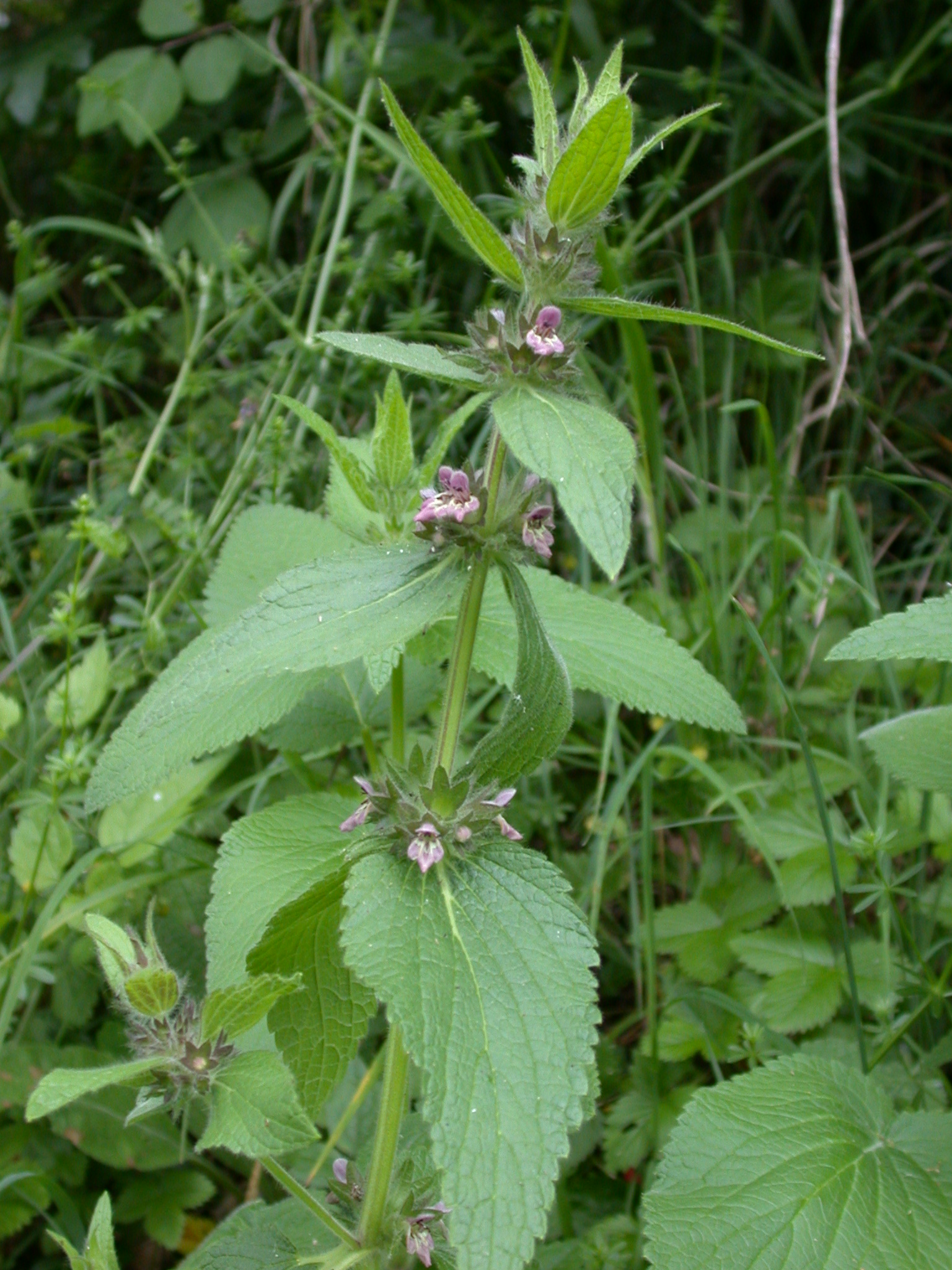
Le foglie e l'infiorescenza

Queste piante arrivano ad una altezza di 4 - 8 dm. La forma biologica è emicriptofita scaposa (H scap), ossia in generale sono piante erbacee, a ciclo biologico perenne, con gemme svernanti al livello del suolo e protette dalla lettiera o dalla neve e sono dotate di un asse fiorale eretto e spesso privo di foglie.

### Radici
Le radici sono secondarie da rizoma. Il rizoma ha un portamento orizzontale.

### Fusto
La parte aerea del fusto è eretta, semplice o poco ramosa. La superficie è ricoperta da densi peli ghiandolari (specialmente nella parte apicale) lunghi 0,5 mm e singoli peli lanosi lunghi 2 – 4 mm.

### Foglie
Le foglie sono disposte in modo opposto a due a due; ogni verticillo è alterno a quello precedente. Sono picciolate, la lamina ha delle forme ovate e alla base è profondamente cordata mentre i bordi sono acutamente dentati. Sono presenti anche delle foglie basali in rosetta simili alle cauline ma presto scomparse prima della fioritura. Lunghezza del picciolo: 2 – 4 mm. Dimensioni della lamina: larghezza 5 – 8 cm; lunghezza 9 – 12 cm. 

### Infiorescenza
L'infiorescenza è portata in vari verticilli disposti in posizione ascellare e sovrapposti lungo il fusto. I verticilli sono distanziati e sono composti da alcuni fiori disposti circolarmente e poggianti su due brattee (o foglie bratteali) a forma più o meno lanceolata. Le brattee del verticillo seguente sono disposte in modo alternato e sono progressivamente ridotte. Sono presenti delle bratteole lesiniformi. Tutta l'infiorescenza ha dei riflessi violetti. Lunghezza delle brattee: 1 – 2 cm. Dimensione delle bratteole: larghezza 1 mm; lunghezza 6 – 8 mm.

### Fiore
I fiori sono ermafroditi, zigomorfi (il calice è attinomorfo), tetraciclici (con i quattro verticilli fondamentali delle Angiosperme: calice– corolla – androceo – gineceo) e pentameri (calice e corolla sono formati da cinque elementi). Lunghezza del fiore: 15 – 20 mm.
- Formula fiorale. Per questa specie la formula fiorale della famiglia è la seguente:

X, K (5), [C (2+3), A 2+2], G (2), supero, drupa, 4 nucole
- Calice: i cinque sepali del calice sono concresciuti (calice gamosepalo) in una forma conico-campanulata. Il calice termina con dei denti oblungo-lanceolati, acuti e uguali. La superficie del calice è irsuta ed è percorsa da 5 - 10 nervature longitudinali. Lunghezza del tubo: 8 – 9 mm. Lunghezza dei denti: 2 – 3 mm.
- Corolla: i cinque petali sono quasi completamente fusi (corolla gamopetala) in un'unica corolla pubescente formata da un tubo completamente rinchiuso nel calice e terminante da due labbra molto sviluppate derivate da 5 lobi (la struttura è 2/3). Il labbro superiore è lievemente concavo, bifido (o bilobo) e mediamente sviluppato, con la funzione di proteggere gli organi di riproduzione dalle intemperie e dal sole. Il labello (il labbro inferiore) è più sviluppato e piegato verso il basso e fa da base di “atterraggio” agli insetti pronubi; è inoltre trilobo con la parte centrale più sviluppata e bifida. Le fauci internamente sono circondate da un anello di peli (caratteristica comune a molte "labiate", che ha lo scopo di impedire l'accesso ad insetti più piccoli e non adatti all'impollinazione). La corolla è bruno-violacea. Lunghezza della corolla: 17 – 19 mm.
- Androceo: l'androceo possiede quattro stami didinami e parzialmente inclusi nella corolla e posizionati sotto il labbro superiore. I filamenti sono adnati alla corolla. Le antere sono biloculari. Le teche sono più o meno distinte e divaricate (raramente sono parallele); la deiscenza è longitudinale. Gli stami dopo la fecondazione divergono e si attorcigliano. I granuli pollinici sono del tipo tricolpato o esacolpato. Il nettario è ricco di sostanze zuccherine.
- Gineceo: l'ovario, profondamente quadri-lobato, è supero formato da due carpelli saldati (ovario bicarpellare) ed è 4-loculare per la presenza di falsi setti. La placentazione è assile. L'ovario è arrotondato all'apice. Gli ovuli sono 4 (uno per ogni presunto loculo), hanno un tegumento e sono tenuinucellati (con la nocella, stadio primordiale dell'ovulo, ridotta a poche cellule).[14] Lo stilo inserito alla base dell'ovario (stilo ginobasico) è del tipo filiforme ed è incluso nella corolla. Lo stigma è bifido con due lacinie uguali.
- Fioritura: da giugno a luglio (settembre).

### Frutti
Il frutto è una nucula acheniforme (schizocarpo); più precisamente è una drupa (ossia una noce) con quattro semi (uno per ovulo derivato dai due carpelli divisi a metà). Questo frutto nel caso delle Lamiaceae viene chiamato “clausa”. Le quattro parti in cui si divide il frutto principale, sono ancora dei frutti (parziali) ma monospermici (un solo seme) e privi di endosperma. La forma è da obovoide a oblunga arrotondata all'apice.

## Riproduzione
- Impollinazione: l'impollinazione avviene tramite insetti (impollinazione entomogama): ditteri, imenotteri e più raramente lepidotteri.[15][16]
- Riproduzione: la fecondazione avviene fondamentalmente tramite l'impollinazione dei fiori (vedi sopra).
- Dispersione: i semi cadendo a terra (dopo essere stati trasportati per alcuni metri dal vento – disseminazione anemocora) sono successivamente dispersi soprattutto da insetti tipo formiche (disseminazione mirmecoria).[17] Per questo scopo i semi hanno una appendice oleosa (elaisomi, sostanze ricche di grassi, proteine e zuccheri) che attrae le formiche durante i loro spostamenti alla ricerca di cibo.[18]

## Distribuzione e habitat

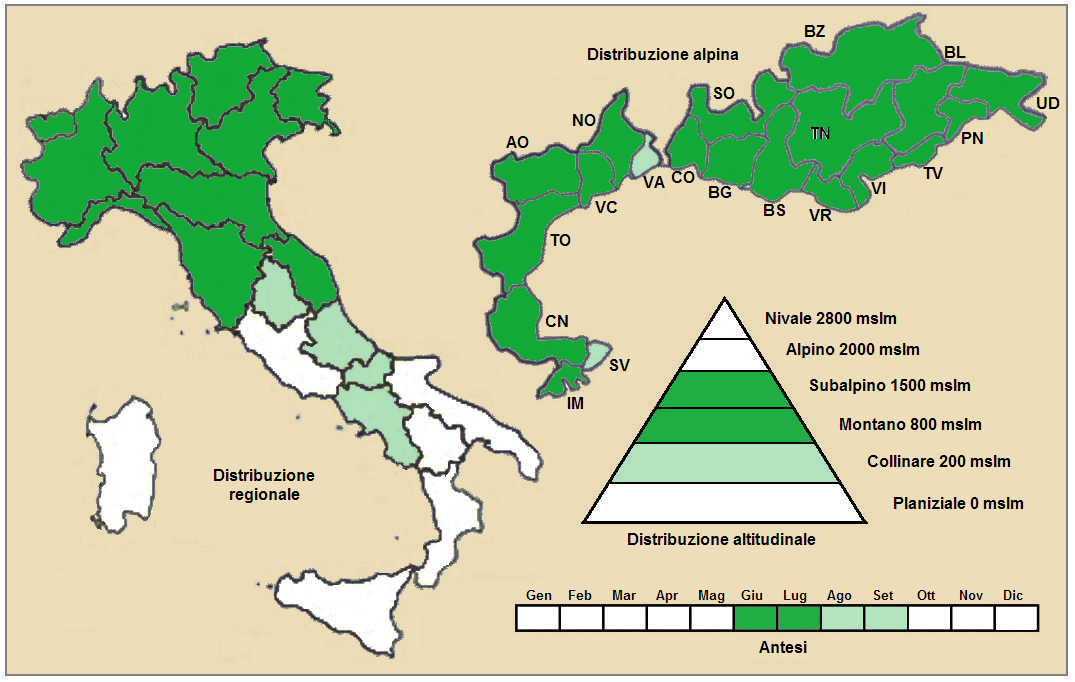
Distribuzione della pianta
(Distribuzione regionale – Distribuzione alpina)

- Geoelemento: il tipo corologico (area di origine) è Orofita - Sud Europeo.
- Distribuzione: in Italia questa specie è comune nelle Alpi, un po' meno nell'Appennino settentrionale e centrale. Oltre confine, sempre nelle Alpi, è presente ovunque. Sugli altri rilievi europei collegati alle Alpi si trova nella Foresta Nera, Vosgi, Massiccio del Giura, Massiccio Centrale, Pirenei, Monti Balcani e Carpazi.[20]
- Habitat: l'habitat tipico per questa pianta sono le radure boschive e i cedui; ma anche le strade forestali, i megaforbieti, i popolamenti a felci, i boschi di conifere. Il substrato preferito è calcareo ma anche siliceo con pH basico, alti valori nutrizionali del terreno che deve essere mediamente umido.[20]
- Distribuzione altitudinale: sui rilievi queste piante si possono trovare da 600 fino a 2000 m s.l.m.; frequentano quindi i seguenti piani vegetazionali: montano, subalpino e in parte quello collinare.

### Fitosociologia

#### Areale alpino
Dal punto di vista fitosociologico alpino Stachys alpina appartiene alla seguente comunità vegetale:
- Formazione: delle comunità delle macro- e megaforbie terrestri;

- Classe: Epilobietea angustifolii

- Ordine: Atropetalia bella-donae

- Alleanza: Atropion

#### Areale italiano
Per l'areale completo italiano Stachys alpina appartiene alla seguente comunità vegetale:
- Macrotipologia:  vegetazione erbacea sinantropica, ruderale e megaforbieti.

- Classe: Epilobietea angustifolii

- Ordine: Atropetalia belladonnae

- Alleanza: Atropion belladonnae

Descrizione: l'alleanza Atropion belladonnae è relativa alle comunità di megaforbie mesofile delle radure delle foreste decidue (comunità che si sviluppano nelle zone marginali e lungo i margini dei sentieri), su suoli calcarei o neutrofili ed eutrofici (ben nitrificati e ricchi di materiale organico). La distribuzione dell'alleanza è atlantico-centroeuropea e alpino-caucasica. La struttura della vegetazione è soprattutto di tipo erbaceo perenne con macrofite (piante superiori) di grossa taglia. La composizione floristica di questa alleanza comprende Arctium nemorosum, Atropa belladonna, Bromus ramosus, Hypericum hirsutum, Senecio ovatus, Verbascum nigrum.

## Tassonomia
La famiglia di appartenenza della specie (Lamiaceae), molto numerosa con circa 250 generi e quasi 7000 specie, ha il principale centro di differenziazione nel bacino del Mediterraneo e sono piante per lo più xerofile (in Brasile sono presenti anche specie arboree). Per la presenza di sostanze aromatiche, molte specie di questa famiglia sono usate in cucina come condimento, in profumeria, liquoreria e farmacia. Il genere Stachys comprende più di 300 specie con una distribuzione cosmopolita (ad eccezione dell'Australia e Nuova Zelanda), due dozzine delle quali vivono spontaneamente in Italia. Nell'ambito della famiglia il genere Stachys è descritto all'interno della tribù Stachydeae Dumort., 1827  (sottofamiglia Lamioideae Harley, 2003). Nelle classificazioni meno recenti la famiglia Lamiaceae viene chiamata Labiatae.
Il numero cromosomico di S. alpina è: 2n = 30.

### Sinonimi
Questa entità ha avuto nel tempo diverse nomenclature. L'elenco seguente indica alcuni tra i sinonimi più frequenti:
- Eriostomum alpinum (L.) Hoffmanns. & Link ex Steud.
- Galeopsis fusca  Moench
- Stachys curviflora  Tausch
- Stachys dinarica  De Marb.
- Stachys fusca  (Moench) Moench
- Stachys orientalis  L.
- Stachys urticifolia  Tausch

### Specie simili
La specie di questa voce può essere confusa con la specie Stachys germanica L., spesso presenti nello stesso habitat. La S. germanica si distingue per le foglie maggiormente lanceolate, per l'assenza di peli ghiandolari nella parte apicale del fusto e per la forma zigomorfa del calice.

## Altre notizie
La stregona alpina in altre lingue è chiamata nei seguenti modi:
- (DE)  Alpen-Ziest
- (FR)  Épiaire des Alpes
- (EN)  Limestone Woundwort